# سیارک ۲۲۹۲۷
سیارک ۲۲۹۲۷ (به انگلیسی: 22927 Blewett، نامگذاری:1999TW110) بیست و دو هزار و نهصد و بیست و هفتمین سیارک کشف شده‌است که در ۴ اکتبر ۱۹۹۹ کشف شد.
قدر مطلق سیارک برابر ۱۳.۵ است.